# Nina Simone at Carnegie Hall
 (octobre 2020).
Albums de Nina Simone
Nina Simone Sings Ellington
(1962) Folksy Nina
(1964)
Nina Simone at Carnegie Hall est un album live de la pianiste, chanteuse et compositrice de jazz américaine Nina Simone enregistré au Carnegie Hall, à New York, lors de sa première apparition solo le 12 avril 1963 et publié la même année sur le label Colpix Records.

## Liste des titres

### Édition vinyle LP originale
| A1. | Black Swan (from "The Medium")               | 6:13 |
| A2. | Theme from Samson and Delilah (instrumental) | 5:50 |
| A3. | If You Knew                                  | 3:35 |
| A4. | Theme from Sayonara (instrumental)           | 2:35 |

| B1. | The Twelfth of Never              | 3:20 |
| B2. | Will I Find My Love Today         | 6:55 |
| B3. | The Other Woman / Cotton-Eyed Joe | 7:25 |

### Réédition 2×CD
| 1. | Black Swan (from "The Medium")               | 6:07  |
| 2. | Theme from Samson and Delilah (instrumental) | 5:54  |
| 3. | If You Knew                                  | 3:30  |
| 4. | Theme from Sayonara (instrumental)           | 3:18  |
| 5. | The Twelfth of Never                         | 3:27  |
| 6. | Will I Find My Love Today                    | 6:41  |
| 7. | The Other Woman / Cotton Eyed Joe            | 7:28  |
| 8. | Work Song                                    | 10:22 |

| 1.  | Silver City Bound            | 5:05 |
| 2.  | When I Was a Young Girl      | 6:04 |
| 3.  | Eretz zavat chalav u'dvash   | 4:19 |
| 4.  | Lass of the Low Country      | 6:08 |
| 5.  | The Young Knight             | 5:33 |
| 6.  | Vaynikehu                    | 2:29 |
| 7.  | Mighty Lak a Rose            | 3:04 |
| 8.  | Hush Little Baby             | 4:07 |
| 9.  | Little Liza Jane             | 4:45 |
| 10. | Will I Find a Resting Place? | 4:41 |
| 11. | Blackbird                    | 3:56 |